# خمبروتوئیه
خمبروتوئیه یک روستا در ایران است که در شهرستان سیرجان واقع شده‌است.